# Disney Security
Disney Security est le nom du service de sécurité privé créé par la Walt Disney Company pour ses parcs américains.

## Walt Disney World
Cette force de sécurité dépend du Reedy Creek Improvement District et comme elle n'est pas une filiale directe de la Walt Disney World Company elle est plus utilisée comme une agence de surveillance qu'un service de sécurité ou une force de police. Elle n'a aucun statut légal pour ces types d'activités. Elle comprend toutefois plus de 1000 employés pour tous le domaine de Walt Disney World Resort.
La législation de l'État de Floride, permet toutefois certaines actions comme la gestion du trafic routier, l'arrestation de voleurs à l'étalage, la détention temporaires de délinquants et l'éviction de personnes ne respectant pas les consignes des parcs. Les plaintes de Disney sont elles déposées auprès des shérifs des comtés d'Orange et d'Osceola qui sont aussi chargés des enquêtes.

Après plusieurs années de sous-traitance, le 13 janvier 2016, Disney World reprend le recrutement et la formation du service de sécurité,.

## Disneyland Resort
Un service comparable existe sur le domaine de Disneyland Resort en Californie. Elle travaille en association avec le service de police d'Anaheim.

## Disneyland Paris
En France pour le complexe Disneyland Paris, Disney fait appel à des sociétés externes privées en plus du commissariat de la police nationale situé entre le centre Commercial Val d'Europe et le parc Walt Disney Studios.